# بيتر روشي
بيتر روشي (بالإنجليزية: Peter Roach)‏ هو لغوي بريطاني، ولد في 1943.